# Ingrid Kristiansen
Pour les articles homonymes, voir Kristiansen.
Ingrid Kristiansen, née le 21 mars 1956 à Trondheim, est une athlète norvégienne, pratiquant les courses de fond et le marathon.
Elle a participé à trois Jeux olympiques, deux d'été et un d'hiver en ski de fond. Lors des jeux, son meilleur résultat sera une 4e place lors des Jeux olympiques 1984 à Los Angeles. Lors des Jeux olympiques 1988 à Séoul, et alors qu'elle est la grande favorite, elle se blesse lors de la finale et abandonne.
Elle a toutefois été sacrée championne du monde 1987 à Rome sur 10 000 mètres, championne d'Europe 1986, et championne du monde de cross en 1988. Elle a également triomphé dans de nombreux grands marathons internationaux.
Ingrid Kristiansen a battu des records du monde à cinq reprises et est la première femme à avoir couru le 5 000 mètres en moins de 15 minutes.

## Palmarès

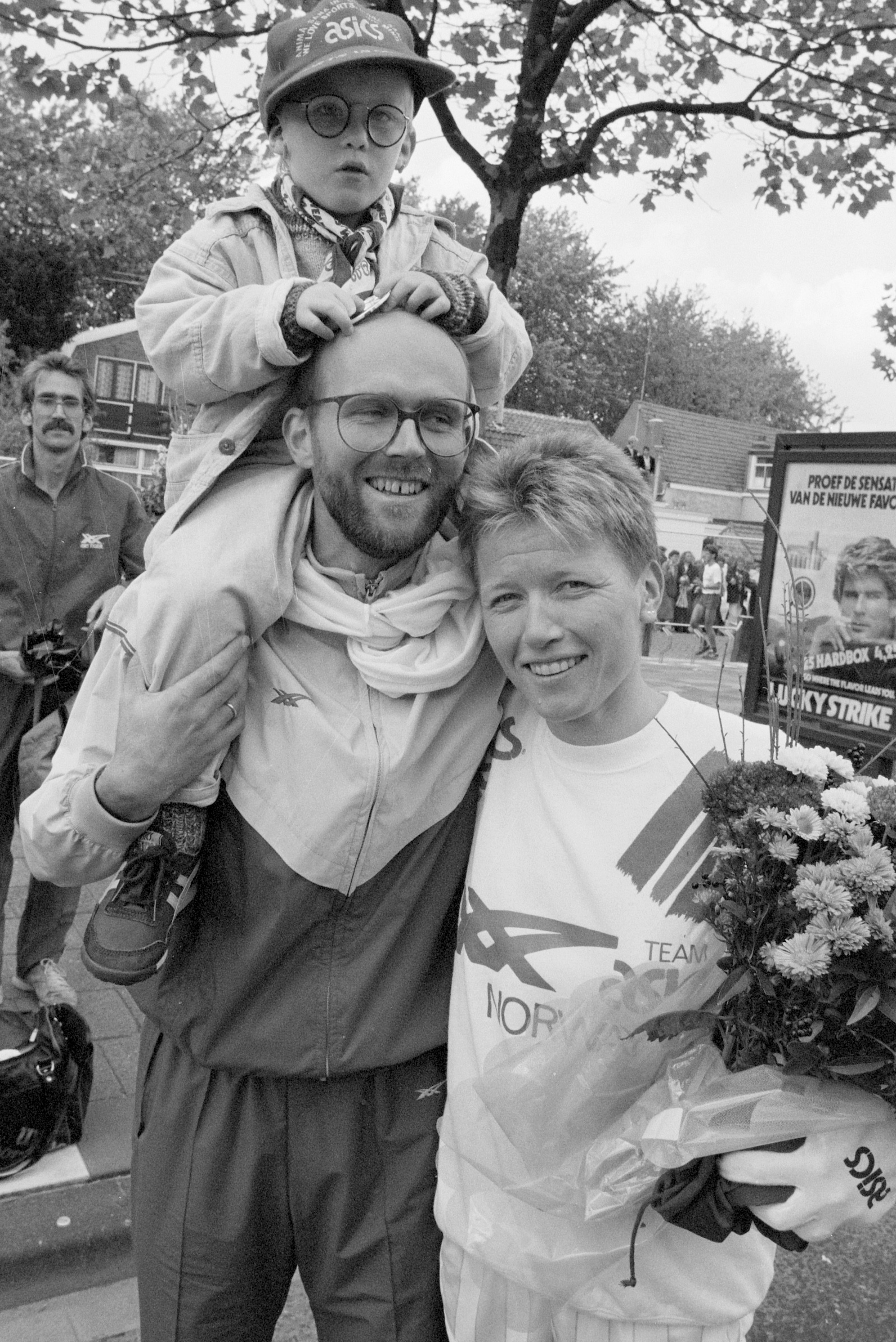
Ingrid Kristiansen en famille en 1987

### Championnats du monde
- Championnats du monde 1987 à Rome :
  -  Médaille d'or sur 10 000 mètres

### Championnats d'Europe
- Championnats d'Europe d'athlétisme 1982 à Athènes :
  -  Médaille de bronze sur marathon
- Championnats d'Europe d'athlétisme 1986 à Stuttgart :
  -  Médaille d'or sur 10 000 mètres

### Championnats du monde de cross-country
- Médaille d'or aux Championnats du monde de cross-country IAAF 1988
- Médaille de bronze aux Championnats du monde de cross-country IAAF 1987

### Marathons
- 4 victoires au marathon de Londres 1984, 1985, 1987, 1988
- 2 victoires au marathon de Boston 1986 1989
- 1 victoire au marathon de New York 1989
- 1 victoire au marathon de Chicago 1986

## Records
- Record du monde du 5 000 mètres en 14 min 58 s 89 en 1984
- Record du monde du 5 000 mètres en 14 min 37 s 33 en 1986
- Record du monde du 10 000 mètres en 30 min 59 s 42 en 1985
- Record du monde du 10 000 mètres en 30 min 13 s 74 en 1986
- Meilleure performance mondiale sur marathon en 2 h 21 min 06 s en 1985